# 鑰匙大樓
鑰匙大樓（Key Tower）是位於美國俄亥俄州克里夫蘭的一座摩天大樓，高288.7公尺、57層樓，是克里夫蘭以及俄亥俄州的第一高樓。鑰匙大樓是鑰匙銀行的總部，由建築師西薩·佩里設計，1991年完工。